# Carlo Giachery
Carlo Giachery est un architecte italien, né à Padoue le 28 juin 1812 et mort à Palerme le 31 août 1865. La plupart de ses réalisations sont à Palerme où il est proche de la Famille Florio, 

## Biographie
Originaire de Padoue, il s'installe à Palerme alors qu'il est enfant quand ses parents prennent la direction de l'Hôtel de France en 1821.
Professeur d'architecture civile à la Faculté des sciences de Palerme, il compte parmi ses élèves Giovan Battista Filippo Basile qui signera le Teatro Massimo.
Carlo GIachery dirige la construction de la nouvelle prison d'Ucciardone en 1840, la Villa Florio all'Arenella pour Vincenzo Florio en 1844, la rénovation du Théâtre Santa Cecilia ainsi que la façade et le vestibule du siège de l'Université, qui abrite désormais la faculté de droit.